# Reichenbachite
La reichenbachite è un minerale.